# Musculus (schelp)
Musculus is een geslacht van tweekleppigen uit de familie van de Mytilidae. De naam van het geslacht werd voor het eerst geldig gepubliceerd in 1798 door Peter Friedrich Röding, die de nagelaten schelpenverzameling van de overleden Joachim Friedrich Bolten catalogeerde en van Latijnse benamingen volgens het systeem van Linnaeus voorzag.

## Soorten
- Musculus alganus Laseron, 1956
- Musculus aviarius Dall, Bartsch & Rehder, 1938
- Musculus calceatus (Melvill & Standen, 1907)
- Musculus coenobitus (Vaillant, 1865)
- Musculus concinnus (Dunker, 1857)
- Musculus costulatus (Risso, 1826)
- Musculus cumingianus (Reeve, 1857)
- Musculus cupreus (Gould, 1861)
- Musculus discors (Linnaeus, 1767)
- Musculus elongatus (Hutton, 1873) †
- Musculus glacialis (Leche, 1883)
- Musculus impactus (Hermann, 1782)
- Musculus imus (Bartsch, 1915)
- Musculus koreanus Ockelmann, 1983
- Musculus laevigatus (J.E. Gray, 1824)
- Musculus lateralis (Say, 1822)
- Musculus minutus Scarlato, 1960
- Musculus nanulus Thiele, 1930
- Musculus nanus (Dunker, 1857)
- Musculus niger (J.E. Gray, 1824)
- Musculus nipponicus Okutani, 2005 ex Kuroda, ms.
- Musculus panhai Moolenbeek, 2009
- Musculus phenax Dall, 1915
- Musculus pusio (A. Adams, 1862)
- Musculus pygmaeus Glynn, 1964
- Musculus semiradiatus (Verco, 1908)
- Musculus strigatus (Hanley, 1843)
- Musculus subpictus (Cantraine, 1835)
- Musculus taylori (Dall, 1897)
- Musculus varicosus (Gould, 1844)
- Musculus viator (d'Orbigny, 1842)
- Musculus viridulus (H. Adams, 1871)